# Usine d'enrichissement d'uranium de Fordo
L'usine d'enrichissement d'uranium de Fordo, ou Fordow (en persan : تأسیسات هسته‌ای فردو) — appelée officiellement installation nucléaire du chahid Ali Mohammadi — est une installation souterraine nucléaire iranienne destinée à l'enrichissement d'uranium, localisée à 32 km au nord-est de Qom, sur le site d'une ancienne base des Gardiens de la Révolution,. L'usine est en 2020 l'une des sept infrastructures nucléaires supervisées par l'Agence internationale de l'énergie atomique (AIEA). C'est la seconde usine d'enrichissement d'uranium en Iran, avec l'usine de Natanz.
Selon l'Institute for Science and International Security, les coordonnées potentielles de l'installation pourraient être 34.88459°N 50.99596°E.
Le 22 novembre 2022, l'Iran annonce avoir commencé à y produire de l'uranium enrichi à 60 %, un seuil bien supérieur aux 3,67 % fixés par l'accord sur le nucléaire iranien de 2015 et proche des 90 % nécessaires à la fabrication d'une bombe atomique,. 
Le 15 novembre 2024, le chef de l'AIEA, Rafael Grossi, visite le site.

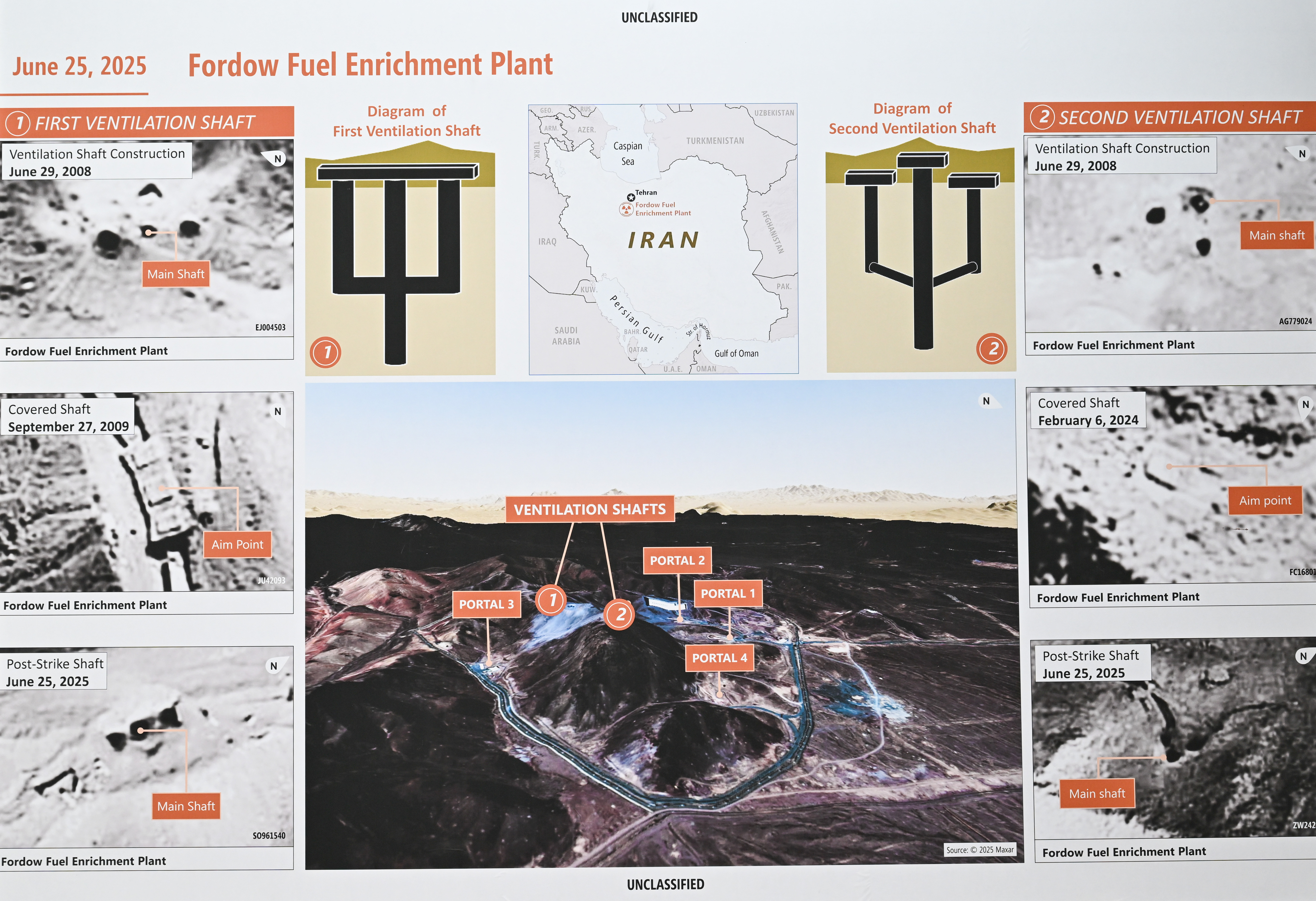
Point de presse du Pentagone le 26 juin 2025

Dans la nuit du 21 juin au 22 juin 2025, les États-Unis annoncent avoir frappé ce site,  ainsi que l'usine d'enrichissement d'uranium de Natanz et le centre de technologie et de recherche nucléaire d'Ispahan avec douze bombes antibunkers GBU-57 largués par six Northrop B-2 Spirit et une trentaine de missiles de croisière Tomahawk. Le président des États-Unis Donald Trump déclare que les douze bombes antibunkers ont touché l'usine de Fordo.

## Découverte
Le site de Fordo est développé secrètement par le gouvernement iranien, en opposition avec notamment les accords de Paris signés en 2004.
Néanmoins, les services secrets occidentaux, notamment par l'intermédiaire d'une taupe au sein du gouvernement iranien, sont informés dès 2008. En 2023, il est révélé que cette source aurait pu être Alireza Akbari, qui a notamment été vice-ministre de la Défense de 2000 à 2005.
L'existence de l'usine d'enrichissement de Fordo, jusqu'alors secrète, est révélée publiquement par l'Agence internationale de l'énergie atomique (AIEA) le 21 septembre 2009,. 
L'Iran de son côté fait valoir que cette divulgation était conforme à ses obligations légales en vertu de son accord avec l'AIEA, qui, selon elle, l'oblige à déclarer de nouvelles installations 180 jours avant qu'elles ne reçoivent des matières nucléaires. Cependant, l'AIEA a déclaré que l'Iran était tenu par son accord de 2003 de déclarer l'installation dès que l'Iran aurait décidé de la construire.